# Passionistas
A Congregação da Paixão de Jesus Cristo, também chamada de Congregação da Paixão é uma congregação religiosa da Igreja Católica Apostólica Romana. Seu nome latino é Congregatio Passionis Iesus Christi, o que determina sua sigla: CP. Em Portugal são conhecidos como Missionários Passionistas.
Os Passionistas são um grupo de cristãos, sacerdotes e leigos, que vivem em comunidade fraterna, dispostos a anunciar aos homens e às mulheres do nosso tempo o Evangelho de Cristo.
Esta comunidade de vida apostólica foi fundada por São Paulo da Cruz (ou Paulo Danei) em Itália, no ano de 1720. O fundador descobriu na Paixão de Jesus Cristo "a maior e a mais admirável obra do amor divino" e a revelação do poder de Deus que elimina a força do mal com o dinamismo da Ressurreição.
Paulo da Cruz confiou aos seus seguidores a tarefa de anunciar aos seus contemporâneos o amor de Deus por cada pessoa, manifestado na Paixão e Morte de Cristo e tornado vitorioso pela Ressurreição.
Os passionistas comprometem-se, através de um voto especial, a promover a memória da Paixão de Cristo (Memoria Passionis) com a palavra e com a própria vida. Procuram fazê-lo, sobretudo, com a pregação e com a sua presença junto dos pobres e dos marginalizados por qualquer razão; enfim, junto de todos os "crucificados" da actualidade.
Outra característica importante dos Passionistas é a vida comunitária. Na comunidade Passionista tudo é comum e a mesma dedica um grande espaço de tempo à oração e à contemplação. Os Passionistas são, por assim dizer, contemplativos activos; ou seja, unem de modo criativo a contemplação com a sua actividade pastoral.

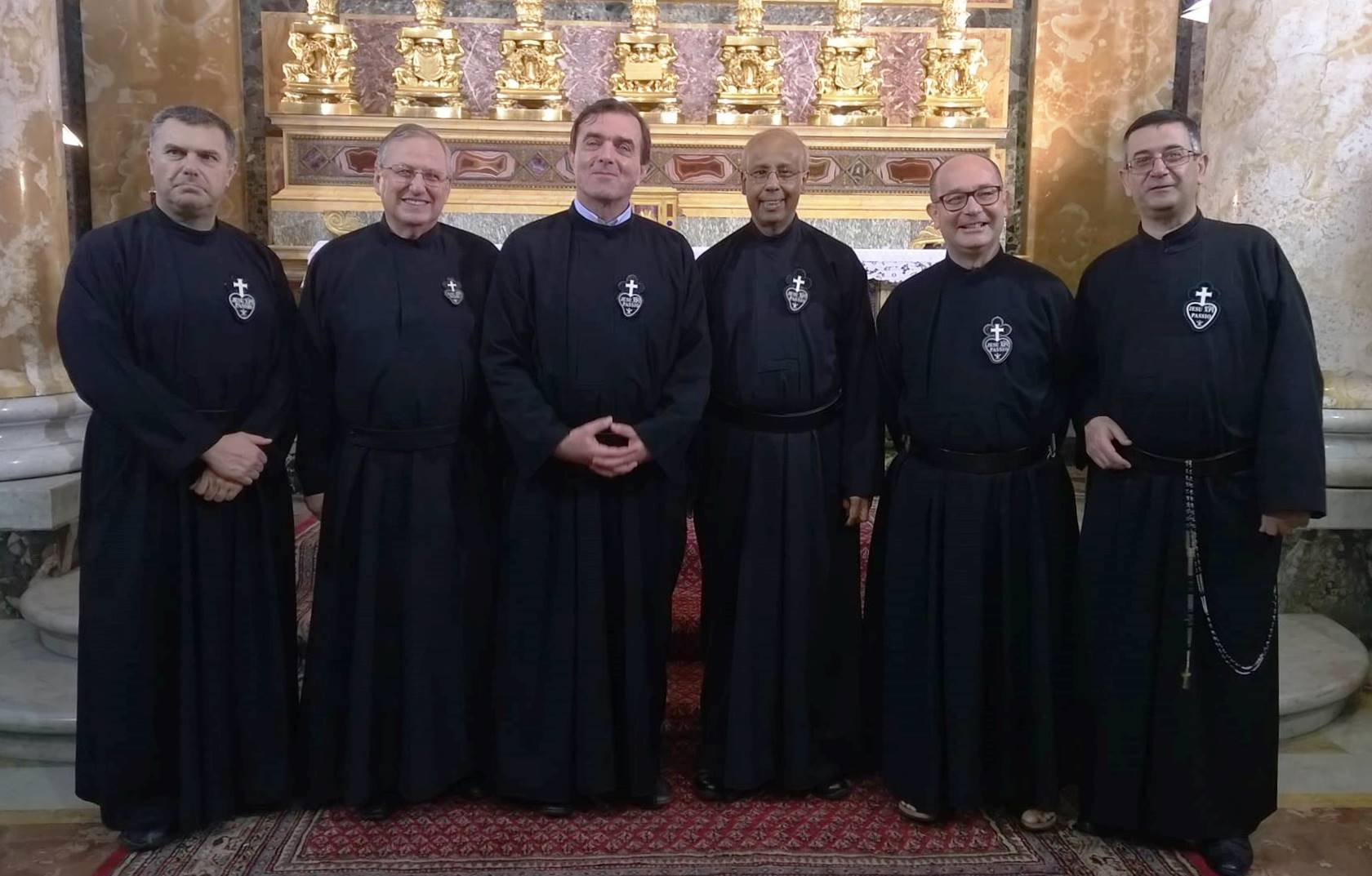
Superior Geral com o Provincial e Conselho da Província de Nossa Senhora Apresentada no Templo

Actualmente, são mais de dois mil, estão presentes em 56 nações dos cinco continentes.
São governados por um Superior Geral, eleito para um sexênio, tendo como ajuda um Conselho formado por seis Consultores, representantes das várias áreas geográficas.
A Congregação divide-se territorialmente por Províncias, Vice-Províncias e Vicariatos, consoante o número de religiosos existentes em determinadas áreas. Actualmente encontra-se em processo de reestruturação, e portanto, à experiência, criaram-se novas estruturas organizativas, formando aquilo a que se chamou "Configurações".

## Em Portugal
Entre 16 e 26 de maio de 2015, os Missionários Passionistas de Portugal reuniram-se em Roma, Itália, no Primeiro Capítulo Provincial com as várias províncias de Itália e França. Foi um momento histórico, pois unificaram-se oito províncias, dando origem à Província de Nossa Senhora Apresentada no Templo. Esta nova Província Passionista reúne os religiosos Passionistas de Itália, França, Portugal, Nigéria, Bulgária e Angola.
Neste Capítulo Provincial, além da programação para os trabalhos de 2015-2019, foi eleito o Superior Provincial e seu Conselho:
- Superior Provincial: P. Luigi Vaninetti;
- 1º Conselheiro: P. Laureano Alves Pereira;
- Conselheiro: P. Daniele Pierangioli;
- Conselheiro: P. Mario Madonna;
- Conselheiro: P. Aniello Migliaccio.

## No Brasil
A presença dos padres passionistas no Brasil, tem mais de um século. Existe uma missão passionista no Paróquia São Paulo da Cruz conhecida com Igreja do Calvário na cidade de São Paulo.
Em Belo Horizonte, mais especificamente na Região do Barreiro, encontra-se o Santuário São Paulo da Cruz (Belo Horizonte) conhecido como "Coração Católico do Barreiro", por sua grande influência na região.
Existe outra missão passionista na Paróquia Matriz São Sebastião em São Carlos.
A congregação possui mosteiros e conventos, tais como
- Mosteiro Nª Srª de Fátima e do Beato Isidoro de Loor (monjas passionistas) - Pato Branco–PR
- Mosteiro Mãe da Santa Esperança (monjas passionistas) - São Luís de Montes Belos-GO
- Mosteiro Santa Gema (monjas passionistas) - Osasco-SP
- Mosteiro São Paulo da Cruz (monjas passionistas) - São Carlos-SP
- Convento São Sebastião (monges passionistas) - São Carlos-SP

## Lista de Superiores
| Superior                        | Período                                          |
| ------------------------------- | ------------------------------------------------ |
| San Paulo da Cruz               | (1741-1775)                                      |
| Juan Bautista Gorresio          | (1775-1778 Vice-general) / (1778-1784/1790-1796) |
| Juan María Cioni                | (1784-1790)                                      |
| José María Claris               | (1796-1809)                                      |
| Tomas Albesano                  | (1809-1820)                                      |
| Pablo Luis Pighi                | (1820-1827)                                      |
| Antonio Colombo                 | (1827-1839)                                      |
| Antonio Testa                   | (1839-1862)                                      |
| Pedro Pablo Cayro               | (1863-1869)                                      |
| Domingo Giacchini               | (1869-1875)                                      |
| Bernardo Prelini                | (1875-1878)                                      |
| Beato Bernardo Maria de Jesus   | (1878-1889/1893-1907)                            |
| Francisco Xavier Del Principe   | (1889-1890 Vice-general), (1890-1892)            |
| Jeremias Angelucci              | (1908-1914)                                      |
| Silvio Di Vezza                 | (1914-1926)                                      |
| Leon Kierkels                   | (1926-1931)                                      |
| Tito Finocchi                   | (1931-1937)                                      |
| Tito Cerroni                    | (1937-1946)                                      |
| Alberto Deane                   | (1946-1952)                                      |
| Miguel La Velle                 | (1952-1964)                                      |
| Siervo de Dios Teodoro Foley    | (1964-1974)                                      |
| Sebastian Camera                | (1974-1976) Vice-general                         |
| Paul Michael Boyle              | (1976-1988)                                      |
| José Augustín Orbegozo Jáuregui | (1988-2000)                                      |
| Ottaviano d'Egidio              | (2000-2012)                                      |
| Joachim Rego                    | (2012- en el cargo)                              |